# 阿爾吉河
阿爾吉河是俄羅斯的河流，由阿穆爾州負責管轄，屬於結雅河的左支流，河道全長350公里，流域面7,090平方公里，發源自外興安嶺，河水主要來自雨水。